# Bolondvár
A bolondvár részint őskori, részint népvándorláskori földvárak maradványainak mai népies neve. Ezek a várak rendesen kör- vagy tojásdad idomú kisebb halmot képeznek sáncolás nyomaival; a sáncolás egyszerű, kettős, sőt hármas is, s néha magát a földvárat is két részre osztja. A „Bolondvár” név különösen Fejér vármegyében van elterjedve, így nevezik többek között az adonyi, a belsőbárándi, az ercsi és a sárbogárdi földvárakat. A bolondvárak más népies elnevezése például: ebvár, leányvár, kupavár, pogányvár, tündérvár, szöszvár, gémvár.
Ugyancsak létezett Bolondvár néven ismertté vált egykori erősség a Somogy vármegyei Balatonszemes területén, a mai Bagolyvár helyén, mely utóbbi egyébként 1898-ban épült, mint a település első nyaralója. A szemesi Bolondvár megjelenik Fekete István író A koppányi aga testamentuma című ifjúsági regényében is, annak egyik lényeges helyszíneként. A 16. századi, végvári időkben zajló regény úgy említi Bolondvárat, mint a Balaton déli partját kísérő védelmi rendszer egy olyan elemét, amelyet a környező erősségekkel ellentétben, kedvezőtlen adottságai miatt már nem érdemes erősíteni.